# Ana Diaz
Pour les articles homonymes, voir Diaz.
Ana Diaz née Ana Gabriela Esmeralda Diaz Molina est une auteure-compositrice-interprète suédoise née en 1977.

## Biographie

### Jeunesse
Ana est née à Västerås, en Suède, d'une mère finlandaise et d'un père espagnol. Elle grandit dans sa ville natale. Elle part ensuite de son pays pour faire ses études à Seattle, Détroit, Brisbane et enfin Londres.

### Nothing Without Meet autres collaborations
En 2012, durant ses études à Londres, elle rencontre Markus Schulz avec lequel elle écrira son 1er single à succès, sorti en novembre, Nothing Without Me extrait de l'album du DJ, Scream dont le clip (tourné à Londres) totalise 3 Millions de vues sur YouTube.
Elle a collaboré avec de nombreux artistes célèbres tels que David Guetta, Britney Spears ou Wyclef Jean en composant leur titres. Ces collaborations la font connaître du public. Toutefois, elle continue ses études.

### Lyssna Del 1
En 2015, elle termine ses études et retourne à Stockholm pour se consacrer à sa propre carrière. Elle crée son propre label WINWIN et signe avec Sony. Le 29 octobre 2015 sort Fyll Upp Mitt Glas Nule 1er single extrait de l'EP Lyssna Del 1, sorti le 3 février 2016. Le 2e single, Starkare, sort le 20 janvier 2016. Le 3e single, Jag Kan Låta Mätaren Gå (remixé par Stress) sort le 20 mai 2016.

## Discographie

### EP
| Titre de l'EP | Date de sortie | Meilleure position Suède |
| ------------- | -------------- | ------------------------ |
| Lyssna Del 1  | 2016           | 47                       |

### Singles
| Titre du single                         | Date de sortie | Album        |
| --------------------------------------- | -------------- | ------------ |
| Nothing Without Me (avec Markus Schulz) | 2012           | Scream       |
| Fyll Upp Mitt Glas Nu                   | 2015           | Lyssna Del 1 |
| Starkare                                | 2016           | Lyssna Del 1 |
| Jag Kan Låta Mätaren Gå (Stress Remix)  | 2016           | Lyssna Del 1 |